# Artur Aleksanyan
Artur Aleksanyan (em georgiano:  Արթուր Ալեքսանյան; Guiumri, 21 de outubro de 1991) é um lutador greco-romano armênio. Ele é um bicampeão mundial, três vezes campeão europeu e um ouro, duas pratas e um bronze olímpico.
Aleksanyan teve uma carreira júnior de sucesso, tornando-se um campeão do mundo em 2010. Competindo como um sénior, ganhou uma medalha de ouro nos Jogos europeus de wrestling de 2012, em Belgrado. Aleksanyan ficou em primeiro lugar no Torneio de Qualificação Olímpica 2012 e ganhou uma medalha de bronze nos Jogos Olímpicos de Verão de 2012, em Londres, no Reino Unido.
Ele ganhou outra medalha de ouro nos Jogos europeus de wrestling  de 2013 em Tbilisi, fazendo dele um campeão europeu por duas vezes consecutivas. Ao voltar para casa, o prefeito de Guiumri, Samvel Balasanyan, o recebeu e o felicitou em sua recente vitória no Campeonato Europeu. Balasanyan agradeceu Aleksanyan por sua atualização do legado esportivo de Guiumri com seu desempenho e concedeu-lhe diretamente.